# SuperCPU
Die SuperCPU ist eine Beschleunigerkarte für die Heimcomputer C64 und C128, die ursprünglich von der US-amerikanischen Firma Creative Micro Designs (CMD) entwickelt und hergestellt wurde. Mit dieser Karte, die an den Expansionsport des jeweiligen Rechners angeschlossen wird, kann man das Gerät auf 20 MHz beschleunigen. Mit Hilfe der optionalen SuperRamCard bietet die SuperCPU bis zu 16 MB Speicher an. Dabei ist der Rechner zu seiner ursprünglichen Konfiguration zu fast hundert Prozent kompatibel. Auch ist es möglich, die Beschleunigungskarte auf 1 MHz zu drosseln, um Spiele oder Anwendungen des C64 oder C128 in der normalen Geschwindigkeit zu betreiben.
Der Prozessor dieser Beschleunigungskarte ist ein 65816, ein weiterentwickelter Prozessor der 6502-Familie. Da die Karte einen hohen Strombedarf hat, ist ein neues, extra hergestelltes Netzteil für den C64 notwendig.
Die Karte wird seit 2001 nicht mehr von Creative Micro Designs verkauft, der Vertrieb wurde von 2001 bis 2009 von der US-amerikanischen Firma Click Here Software Co. übernommen, allerdings ist es unklar, ob nach 2001 überhaupt noch weitere Exemplare hergestellt wurden.